# تشارلز هندري
تشارلز هندري (بالإنجليزية: Charles Hendry) هو سياسي بريطاني، ولد في 6 مايو 1959 في المملكة المتحدة. حزبياً، نشط في حزب المحافظين.

## مناصب
- في الانتخابات العامة في المملكة المتحدة 1992 [الإنجليزية]‏، انتخب عضو البرلمان الحادي والخمسون للمملكة المتحدة عن دائرة هاي بيك خلال فترته النيابية ‏ (9 أبريل 1992 – 8 أبريل 1997).
- انتخب Minister of State at the Department of Energy and Climate Change [الإنجليزية]‏ (12 مايو 2010 – 4 سبتمبر 2012).
- في الانتخابات العامة في المملكة المتحدة 2001، انتخب عضو برلمان المملكة المتحدة الـ53 عن دائرة ويلدين وقد انضم خلال فترته النيابية ‏ (7 يونيو 2001 – 11 أبريل 2005) للكتلة البرلمانية حزب المحافظين.
- في الانتخابات العامة في المملكة المتحدة 2005، انتخب عضو برلمان المملكة المتحدة الـ54 عن دائرة ويلدين وقد انضم خلال فترته النيابية ‏ (5 مايو 2005 – 12 أبريل 2010) للكتلة البرلمانية حزب المحافظين.
- في انتخابات المملكة المتحدة لعام 2010، انتخب عضو برلمان المملكة المتحدة الـ55 عن دائرة ويلدين وقد انضم خلال فترته النيابية ‏ (6 مايو 2010 – 30 مارس 2015) للكتلة البرلمانية حزب المحافظين.
- انتخب عضو مجلس الشورى البريطاني.

## وصلات خارجية
- الموقع الرسمي